# Barcode Battler
Der Barcode Battler (jap. バーコードバトラー) ist eine Handheld-Konsole des japanischen Unterhaltungselektronikherstellers Epoch-sha.

## Spielprinzip
Es gilt rundenbasierte Duelle mit Zufallselementen mithilfe von Barcodes auszutragen. Dazu können neben den mitgelieferten Karten auch Strichcodes von beliebigen Produkten genutzt werden, die die Fähigkeiten der teilnehmenden Figuren beeinflussen. Das Spielziel dabei ist, dem Gegner möglichst viele Lebenspunkte abzunehmen.

## Technik
Das Gerät wird mit 4 Mignon-Batterien betrieben und verfügt über eine Soundausgabe.

## Rezeption
Im Herkunftsland war der Barcode Battler sehr erfolgreich. Der Aktueller Software Markt urteilte, dass der LCD-Bildschirm schlecht leserlich sei. Die Geräusche seien eher nervig. Zudem reagiere das Barcodelesegerät sensibel auf nicht ganz ordnungsgemäß eingeführte Codes. Das Spielprinzip sei aber witzig.